# Чемпионат Европы по волейболу среди мужчин 1950
2-й чемпионат Европы по волейболу среди мужчин прошёл с 14 по 22 октября 1950 года в столице Болгарии Софии на велодроме с участием 6 национальных сборных команд. Чемпионский титул выиграла сборная СССР, дебютировавшая в европейских первенствах.

## Команды-участницы
Болгария, Венгрия, Польша, Румыния, СССР, Чехословакия.

## Система проведения чемпионата
6 команд-участниц чемпионата провели однокруговой турнир, по результатам которого была определена итоговая расстановка мест.

## Результаты
| М | Команда      | 1   | 2   | 3   | 4   | 5   | 6   | И | В | П | С/П   | О  |
| - | ------------ | --- | --- | --- | --- | --- | --- | - | - | - | ----- | -- |
| 1 | СССР         |     | 3:0 | 3:0 | 3:0 | 3:0 | 3:0 | 5 | 5 | 0 | 15:0  | 10 |
| 2 | Чехословакия | 0:3 |     | 3:0 | 3:2 | 3:0 | 3:1 | 5 | 4 | 1 | 12:6  | 9  |
| 3 | Венгрия      | 0:3 | 0:3 |     | 3:2 | 3:0 | 3:1 | 5 | 3 | 2 | 9:9   | 8  |
| 4 | Болгария     | 0:3 | 2:3 | 2:3 |     | 3:1 | 3:0 | 5 | 2 | 3 | 10:10 | 7  |
| 5 | Румыния      | 0:3 | 0:3 | 0:3 | 1:3 |     | 3:1 | 5 | 1 | 4 | 4:13  | 6  |
| 6 | Польша       | 0:3 | 1:3 | 1:3 | 0:3 | 1:3 |     | 5 | 0 | 5 | 3:15  | 5  |

14 октября: СССР — Румыния 3:0 (15:5, 15:6, 15:6).
15 октября: Чехословакия — Польша 3:1 (15:12, 15:9, 14:16, 15:7); Венгрия — Болгария 3:2 (8:15, 10:15, 17:15, 16:14, 17:15).
17 октября: СССР — Польша 3:0 (15:4, 15:5, 15:7); Венгрия — Румыния 3:0 (15:10, 15:7, 15:2).
18 октября: СССР — Венгрия 3:0 (15:5, 15:3, 15:6).
19 октября: Чехословакия — Румыния 3:0 (15:12, 15:11, 15:9); Болгария — Польша 3:0 (15:7, 15:7, 16:14).
20 октября: Болгария — Румыния 3:1 (18:16, 15:12, 10:15, 17:15); СССР — Чехословакия 3:0 (15:9, 15:7, 15:7).
21 октября: Венгрия — Польша 3:1 (15:6, 15:17, 15:7, 15:8); Чехословакия — Болгария 3:2 (12:15, 15:10, 15:11, 14:16, 15:10).
22 октября: Румыния — Польша 3:1 (15:11, 14:16, 15:7, 15:6); Чехословакия — Венгрия 3:0 (15:12, 15:9, 15:4); СССР — Болгария 3:0 (15:6, 15:8, 15:4).

## Итоги

### Положение команд
| СССР         |
| Чехословакия |
| Венгрия      |
| 4. Болгария  |
| 5. Румыния   |
| 6. Польша    |

### Призёры
СССР: Константин Рева, Валентин Китаев, Владимир Щагин, Алексей Якушев, Порфирий Воронин, Владимир Ульянов, Сергей Нефёдов, Михаил Пименов, Владимир Гайлит, Виктор Мальцман, Анатолий Седов, Аркадий Жаворонков. Главный тренер — Анатолий Чинилин.
  Чехословакия: Йозеф Брож, Карел Брож, Ярослав Фучик, Иржи Йонаш, Эвжен Кроб, Вацлав Матиашек, Франтишек Микота, Антонин Ногол, Яромир Палдус, Вацлав Рабан, Йозеф Тесарж, Йозеф Вотава. Главный тренер — Ян Фидлер.
  Венгрия: Тибор Анталпетер, Аттила Бенке, Ласло Бизик, Тибор Боршовски, Дьюла Хаваши, Эрнё Хенниг, Ласло Имре, Ласло Мошш, Золтан Немет, Лёринц Сабо. Главный тренер — Абад Арпад.